# Wechselblütiges Tausendblatt
Das Wechselblütige Tausendblatt (Myriophyllum alterniflorum) ist eine Pflanzenart aus der Gattung Tausendblatt (Myriophyllum) innerhalb der Familie der Tausendblattgewächse (Haloragaceae). Es wird als Zierpflanze genutzt. Es heißt Wechselblütiges Tausendblatt, weil die oberen Blüten oft einzeln und dann wechselständig angeordnet sind.

## Beschreibung und Phänologie

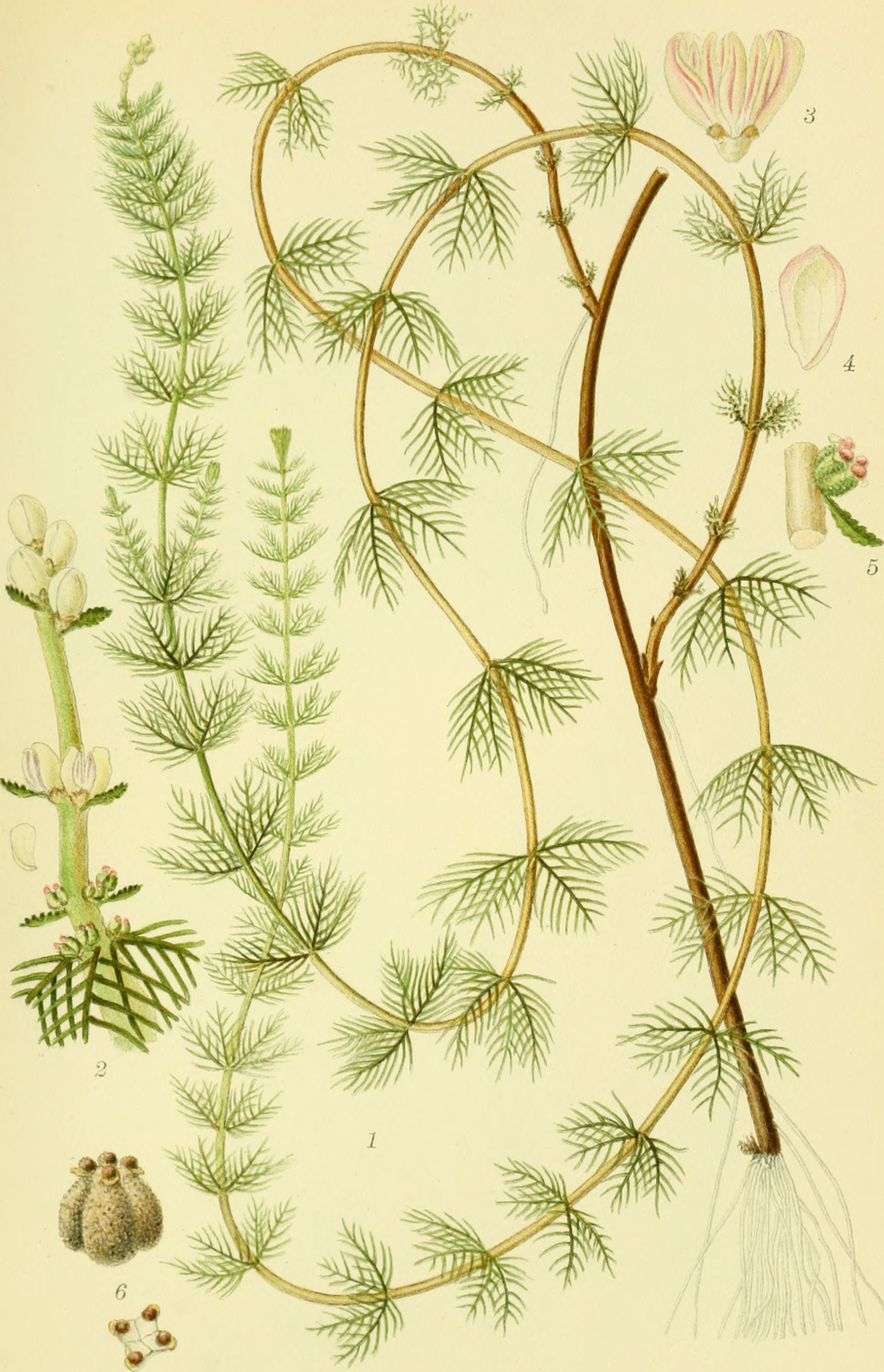
Illustration aus Billeder af nordens Flora, 1917

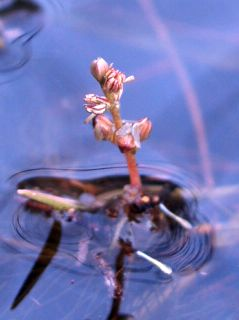
Blütenstand

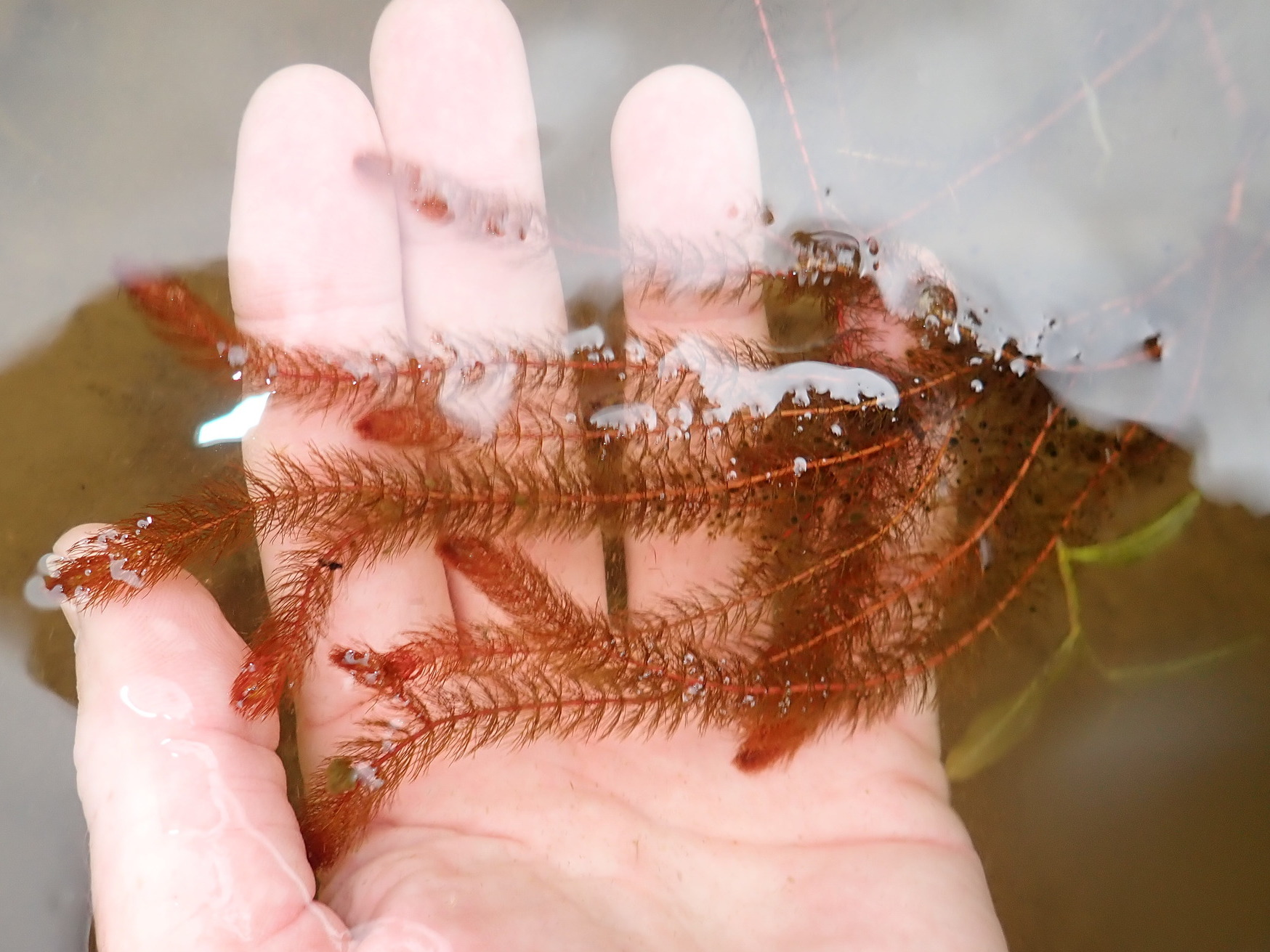
Habitus

### Vegetative Merkmale
Das Wechselblütige Tausendblatt ist eine überwinternd grüne, ausdauernde krautige Pflanze, die meist Längen von 0,5 bis selten 2 Meter erreicht. Die Internodien sind 5 bis 10 Millimeter lang. Am wenig verzweigten Stängel und an der Basis der Fiedern sind keine Drüsen vorhanden. Die Blattquirle sind (drei- bis) vierzählig und jeder Blatt hat acht bis 18 fadenförmige, höchstens 15 Millimeter lange, oft wechselständige Abschnitte.

### Generative Merkmale
Die Blütezeit reicht von Juli bis September. Das Wechselblütige Tausendblatt ist überwiegend einhäusig getrenntgeschlechtig (monözisch). Nur selten treten zwittrige Blüten auf. Der wenigblütige, endständige ährige Blütenstand ist 0,5 bis 7, selten bis zu 12 Zentimeter lang und hängt anfangs über. Die Ränder der Hochblätter sind glatt oder gesägt.
Die männlichen Blüten sind oft wechsel- oder gegenständig und befinden sich im oberen Teil des Blütenstandes; ihr Kelch ist glockenförmig mit einem Durchmesser von etwa 0,3 Millimetern und gelben, 1,5 bis 2 Millimeter langen Kronblättern und sie enthalten acht Staubblätter. Die weiblichen Blüten sind quirlständig und befinden sich im unteren Teil des Blütenstandes, ihr glockenförmiger Kelch ist  0,7 bis 1 Millimeter lang und die Narben sind hell-rot.
Die vierkammerige Frucht ist 1,5 bis 2 Millimeter × etwa 1,5 Millimeter groß und reift zwischen April und September.

### Chromosomensatz
Die Chromosomengrundzahl beträgt x = 7; es liegt Diploidie mit einer Chromosomenzahl von 2n = 14 vor.

## Ökologie
Beim Wechselblütigen Tausendblatt handelt es sich um eine „Unterwasserpflanze“, einen Hydrophyten. Das Wechselblütige Tausendblatt scheint sich in Mitteleuropa hauptsächlich vegetativ fortzupflanzen. Es wächst meist in einer Wassertiefe von 20 bis 100 Zentimetern, kommt aber in den Vogesen auch bis 3 Meter Wassertiefe vor.
Die Bestäubung findet durch den Wind statt. Die Ausbreitung der Diasporen erfolgt über das Wasser.

## Vorkommen und Gefährdung
Das Wechselblütige Tausendblatt ist in Nordamerika, China, Zentralasien, Russland, Europa und in Nordafrika weitverbreitet. In Europa ist es weitverbreitet und hat nur größere Lücken der Verbreitung in Südosteuropa und Osteuropa.
Das Wechselblütige Tausendblatt besiedelt nährstoffarme, kalkarme, stehende Gewässer. Es kommt in größeren Gruppen vor, bildet aber nur selten Bestände. Es ist in Mitteleuropa pflanzensoziologisch eine Charakterart der Ordnung Littorelletalia, kommt aber auch im Ranunculo-Callitrichetum des Verbands Ranunculion fluitantis vor.
Die ökologischen Zeigerwerte nach Landolt et al. 2010 sind in der Schweiz: Feuchtezahl F = 5 (unter Wasser), Lichtzahl L = 4 (hell), Reaktionszahl R = 2 (sauer), Temperaturzahl T = 3+ (unter-montan und ober-kollin), Nährstoffzahl N = 2 (nährstoffarm), Kontinentalitätszahl K = 2 (subozeanisch).
Das Wechselblütige Tausendblatt steht in einigen Bundesländern in Deutschland auf der Roten Liste gefährdeter Arten in der Gefährdungskategorie 2 = „stark gefährdet“, teilweise sogar Kategorie 1 = „vom Aussterben bedroht“. In der Schweiz gilt die Art als „stark gefährdet“.

## Taxonomie
Die Erstbeschreibung von Myriophyllum alterniflorum erfolgte 1815 durch Augustin-Pyrame de Candolle in Lamarck und De Candolle: Flore Française, ou descriptions succinctes de toutes les plantes qui croissent naturellement en France..., 3. Auflage, Band 5, Seite 529.